# Chéri
Chéri é um romance de Colette publicado em França em 1920.
Chéri ("querido", em francês) é como todos conhecem o personagem do título do romance, excepto a sua mulher, que o trata pelo seu nome verdadeiro, Fred Peloux. Chéri é um jovem adulto mimado por uma cortesã madura já retirada, de nome Léa. Nesta obra original, Colette inverte o estereótipo e apresenta-nos um homem como centro das atenções e do desejo, pela sua juventude e beleza. Chéri foi seguido de uma sequela, La Fin de Chéri, publicado em 1926, onde a força interior de Léa é contrastada com a fragilidade e o declínio de Chéri, num acenar de Colette aos ideais feministas.

## Enredo
Chéri foi o jovem amante da cortesã Léa de Lonval nos últimos 6 anos (no início do romance ele tem 25 anos e ela 49). Os dois acreditam que a sua relação é puramente de prazer, ela por ter um jovem amante fogoso a quem ensinou os truques do amor e da vida, ele por poder desfrutar de uma mulher experiente e poderosa. Só quando Chéri, sobre pressão da mãe, casa com uma rapariga de boas famílias, é que que dois percebem que é mais que luxúria o que os une. Passam 6 meses de infelicidade, tentando esquecer e seguir com a sua nova vida, mas não conseguem e Chéri desesperado, volta abruptamente a casa Léa, confessando o seu amor e atirando-se para os seus braços e para uma noite de paixão. Na manhã seguinte Léa planeia já a sua nova vida com Chéri quando se apercebe que ele está diferente, que cresceu. Sentindo que, com a diferença de idades, pode estar a comprometer o futuro do seu amado, Chéri liberta-o e encoraja-o a regressar a casa e seguir com a sua vida de casado.

## Adaptações
O romance foi adaptado a bailado, estreado no Festival de Edimburgo em Setembro de 1980. O bailado foi coreografado por Peter Darrell com música composta por David Earl. Na estreia foi dançado pelo Scottish Ballet, com os papéis de Léa e Chéri interpretados por Patrick Bissell and Galina Samsova. Esta coreografia regressou ao palco em 1989, dançado pelo Hong Kong Ballet.
Chéri foi adaptado duas vezes para cinema, em 1950 e 2009, e também duas vezes para televisão, em 1962 e 1973.
Em 2009 estava em curso a adaptação para musical.